# Thenea microspirastra
Thenea microspirastra är en svampdjursart som beskrevs av Claude Lévi 1983. Thenea microspirastra ingår i släktet Thenea och familjen Pachastrellidae.
Artens utbredningsområde är havet kring Nya Kaledonien. Inga underarter finns listade i Catalogue of Life.